# II liga polska na żużlu (2005)
II liga polska na żużlu w sezonie 2005. Do rozgrywek zgłoszono osiem zespołów. Tuż przed rozpoczęciem sezonu drużyna ze Lwowa wycofała się z walki. Po siódmej kolejce wycofała się Wanda Kraków. Ostatecznie rywalizację ukończyło sześć zespołów. Awans do wyższej ligi uzyskał Fular Gniezno.

## Rozgrywki

### Runda zasadnicza

#### Tabela
M = Rozegrane spotkania; W = Wygrane; R = Remisy; P = Porażki; Pkt = Punkty Bon = Bonusy

#### Wyniki
|                   | GNI   | DYN   | RÓW   | RAW   | ŁÓD   | PIŁ   | KRA   |
| ----------------- | ----- | ----- | ----- | ----- | ----- | ----- | ----- |
| Fular Gniezno     | x     | 54:36 | 62:28 | 66:24 | 56:32 | 56:33 | 69:21 |
| Speedway Dyneburg | 32:58 | x     | 56:34 | 62:28 | 72:18 | 74:18 |       |
| SC Trofimov Równe | 28:61 | 45:44 | x     | 53:36 | 56:34 | 38:10 |       |
| Kolejarz Rawicz   | 31:59 | 56:32 | 0:40  | x     | 57:33 | 59:31 |       |
| TŻ Łódź           | 40:50 | 43:45 | 51:39 | 37:53 | x     | 60:30 |       |
| Polonia Piła      | 32:57 | 33:56 | 42:47 | 31:58 | 30:57 | x     |       |
| Wanda Kraków      |       | 28:62 | 27:63 |       | 32:57 | 44:45 | x     |

### Play-off

#### I runda
| I runda |        | SC Trofimov Równe 3 miejsce po rundzie zasadniczej | 115:64 | Polonia Piła 6 miejsce po rundzie zasadniczej |
| ------- | ------ | -------------------------------------------------- | ------ | --------------------------------------------- |
| I runda | 7 sie  | Polonia Piła                                       | 34:56  | SC Trofimov Równe                             |
| I runda | 14 sie | SC Trofimov Równe                                  | 59:30  | Polonia Piła                                  |
| I runda |        | Kolejarz Rawicz 4 miejsce po rundzie zasadniczej   | 86:94  | TŻ Łódź 5 miejsce po rundzie zasadniczej      |
| I runda | 7 sie  | TŻ Łódź                                            | 50:40  | Kolejarz Rawicz                               |
| I runda | 14 sie | Kolejarz Rawicz                                    | 46:44  | TŻ Łódź                                       |

#### II runda
| II runda Miejsca 1-4 |        | Start Gniezno     | 107:64 | TŻ Łódź           |
| -------------------- | ------ | ----------------- | ------ | ----------------- |
| II runda Miejsca 1-4 | 21 sie | TŻ Łódź           | 43:47  | Start Gniezno     |
| II runda Miejsca 1-4 | 4 wrz  | Start Gniezno     | 60:29  | TŻ Łódź           |
| II runda Miejsca 1-4 |        | Speedway Dyneburg | 77:103 | SC Trofimov Równe |
| II runda Miejsca 1-4 | 21 sie | SC Trofimov Równe | 60:30  | Speedway Dyneburg |
| II runda Miejsca 1-4 | 4 wrz  | Speedway Dyneburg | 47:43  | SC Trofimov Równe |

#### III runda
| III runda Finał       |        | Start Gniezno     | 103:77 | SC Trofimov Równe |
| --------------------- | ------ | ----------------- | ------ | ----------------- |
| III runda Finał       | 11 wrz | SC Trofimov Równe | 45:45  | Start Gniezno     |
| III runda Finał       | 25 wrz | Start Gniezno     | 58:32  | SC Trofimov Równe |
| III runda O 3 miejsce |        | Speedway Dyneburg | 93:87  | TŻ Łódź           |
| III runda O 3 miejsce | 11 wrz | TŻ Łódź           | 52:38  | Speedway Dyneburg |
| III runda O 3 miejsce | 25 wrz | Speedway Dyneburg | 55:35  | TŻ Łódź           |

#### Baraże
| o awans |        | KSŻ Krosno 7 miejsce w I lidze | 85:45 | SC Trofimov Równe 2 miejsce w II lidze |
| ------- | ------ | ------------------------------ | ----- | -------------------------------------- |
| o awans | 9 paź  | SC Trofimov Równe              | 45:45 | KSŻ Krosno                             |
| o awans | 16 paź | KSŻ Krosno                     | 40:0  | SC Trofimov Równe                      |

### Tabela końcowa
| Poz | Klub                          |
| --- | ----------------------------- |
| 1   | Fular Gniezno Awans do I ligi |
| 2   | SC Trofimov Równe             |
| 3   | Speedway Dyneburg             |
| 4   | TŻ Łódź                       |
| 5   | Kolejarz Rawicz               |
| 6   | Polonia Piła                  |